# Обрєзкова Ніна Олександрівна
Ніна Обрєзкова (11 березня 1965, с. Кослан, Удорський р-н, Комі АРСР) — комі поетеса, драматург і журналістка. Дослідниця фіно-угорського фольклору.

## Біографія
Народилася в комі родині. 1982 — навчалась на набірника друкарських машин. 1989 — закінчила Сиктивкарський університет. Лаборант відділу мови Інституту мови, літератури та історії Комі наукового центру. 1993 — завідуюча літературного театру фольклору, 1998 — прес-секретар Сиктивкарського лісового інституту.
Модератор інтернет-порталу фіно-угорських літератур «ЛОГОС» Фіно-угорського культурного центру Російської Федерації.

## Творчість
Перший вірш «Откалун» надрукувала у журналі «Войвыв кодзув» (1985). Потім звернулася до драматургії. Твір «Ранкова гостя» поставлено у Театрі драми ім. Віттора Небдінса (2007).
Виступає як публіцист у московській пресі. Статті друкувала у газеті «Литературная газета» (м. Москва, РФ).
Перекладає з естонської (зокрема, збірка віршів Карла Рістіківі). У свою чергу твори Обрєзкової перекладено удмуртською, російською, ерзянською, болгарською мовою. Одинадцять віршів перекладено естонською мовою (А. Валтон, вміщено в Антології фіно-угорської поезії «Тепла ніч», 2006).
Стипендіат Фінського товариства ім. Кастрена (переклад комі мовою п'єси Сєргєя Журавльова «Ведмежа кров»).